# Mistrzostwa Polski juniorów do lat 14 w szachach
Mistrzostwa Polski juniorów do lat 14 w szachach – turnieje szachowe mające na celu wyłonienie medalistów mistrzostw Polski juniorów w kategorii do 14 lat, rozgrywane od 1989 r., choć pierwsze zawody w tej grupie wiekowej odbyły się rok wcześniej (nie były to jednak mistrzostwa oficjalne, tylko kwalifikacje do mistrzostw świata). Do 1990 r. w turniejach obowiązywał system kołowy, a od 1991 r. – system szwajcarski. Od 1998 r. mistrzostwa w tej grupie wiekowej rozgrywane są w ramach Ogólnopolskiej Olimpiady Młodzieży.

## Medaliści mistrzostw Polski juniorów do 14 lat
| Lp | Rok  | Miasto                  | Juniorzy                                                            | Juniorki                                                                |
| -- | ---- | ----------------------- | ------------------------------------------------------------------- | ----------------------------------------------------------------------- |
| –  | 1988 | Piechowice nieoficjalne | 1. Paweł Jaracz 2. Aleksander Pisarek 3. Przemysław Gralka          | 1. Magdalena Gużkowska 2. Joanna Nowak 3. Małgorzata Sułkowska          |
| 1  | 1989 | Piechowice              | 1. Paweł Jaracz 2. Robert Ciemniak 3. Przemysław Gralka             | 1. Magdalena Gużkowska 2. Hanna Dzieńkowska 3. Magdalena Kludacz        |
| 2  | 1990 | Toruń                   | 1. Robert Siekaczyński 2. Piotr Dobrowolski 3. Przemysław Grądalski | 1. Magdalena Kozińska 2. Hanna Jabłońska 3. Olimpia Bartosik            |
| 3  | 1991 | Limanowa                | 1. Robert Kempiński 2. Marcin Kamiński 3. Piotr Bobras              | 1. Monika Aksiuczyc 2. Hanna Jabłońska 3. Monika Bobrowska              |
| 4  | 1992 | Biała Podlaska          | 1. Edward Łupkowski 2. Grzegorz Osipiak 3. Łukasz Kłykow            | 1. Dalia Blimke 2. Monika Bobrowska 3. Monika Luks                      |
| 5  | 1993 | Grudziądz               | 1. Paweł Blehm 2. Rafał Antoniewski 3. Grzegorz Pelec               | 1. Mariola Rutkowska 2. Dalia Blimke 3. Maja Izdebska                   |
| 6  | 1994 | Grudziądz               | 1. Paweł Blehm 2. Rafał Antoniewski 3. Marcin Szeląg                | 1. Dorota Iwaniuk 2. Iweta Radziewicz 3. Mariola Rutkowska              |
| 7  | 1995 | Nadole                  | 1. Marcin Szeląg 2. Marek Stryjecki 3. Krzysztof Gratka             | 1. Iweta Radziewicz 2. Alina Tarachowicz 3. Edyta Andrzejewska          |
| 8  | 1996 | Żagań                   | 1. Krzysztof Gratka 2. Krzysztof Jasik 3. Radosław Jedynak          | 1. Marta Samborska 2. Karolina Szymanowska 3. Agnieszka Pikulska        |
| 9  | 1997 | Nadole                  | 1. Marcin Szymański 2. Marcin Dziuba 3. Aleksander Miśta            | 1. Maria Szymańska 2. Małgorzata Reszka 3. Małgorzata Kucypera          |
| 10 | 1998 | Łężeczki                | 1. Stanisław Zawadzki 2. Jerzy Owczarzak 3. Bartłomiej Heberla      | 1. Elżbieta Balkiewicz 2. Edyta Kupczyk 3. Milena Magnucka              |
| 11 | 1999 | Zamość                  | 1. Filip Bargłowski 2. Bartłomiej Heberla 3. Mateusz Bartel         | 1. Joanna Worek 2. Natalia Maszota 3. Elżbieta Balkiewicz               |
| 12 | 2000 | Biała                   | 1. Dariusz Szoen 2. Radosław Wojtaszek 3. Marcin Krysztofiak        | 1. Dorota Czarnota 2. Joanna Worek 3. Beata Kądziołka                   |
| 13 | 2001 | Pokrzywna               | 1. Radosław Wojtaszek 2. Michał Adamski 3. Krzysztof Bulski         | 1. Dominika Hermanowicz 2. Dorota Czarnota 3. Anna Kohut                |
| 14 | 2002 | Żagań                   | 1. Paweł Czarnota 2. Piotr Brodowski 3. Wojciech Moranda            | 1. Joanna Majdan 2. Anna Gasik 3. Hanna Leks                            |
| 15 | 2003 | Brody                   | 1. Tomasz Warakomski 2. Michał Olszewski 3. Mateusz Bronowicki      | 1. Hanna Leks 2. Joanna Giemza 3. Monika Kaniak                         |
| 16 | 2004 | Turek                   | 1. Arkadiusz Leniart 2. Mateusz Bobula 3. Jacek Tomczak             | 1. Wioletta Sobierska 2. Katarzyna Radziewicz 3. Magdalena Krasnodębska |
| 17 | 2005 | Janów Lubelski          | 1. Maciej Kukła 2. Piotr Nguyen 3. Roman Mucha                      | 1. Klaudia Kulon 2. Magdalena Krasnodębska 3. Lidia Bryła               |
| 18 | 2006 | Bęsia                   | 1. Zbigniew Strzemiecki 2. Marcel Kanarek 3. Michał Janczarski      | 1. Klaudia Kulon 2. Katarzyna Adamowicz 3. Anna Warakomska              |
| 19 | 2007 | Turawa                  | 1. Dariusz Świercz 2. Marcel Kanarek 3. Marcin Krzyżanowski         | 1. Katarzyna Adamowicz 2. Malvina Chrząszcz 3. Dominika Ostrowska       |
| 20 | 2008 | Szczawno-Zdrój          | 1. Marcin Krzyżanowski 2. Kamil Dragun 3. Paweł Weichhold           | 1. Anna Iwanow 2. Malvina Chrząszcz 3. Aleksandra Zmarzły               |
| 21 | 2009 | Sielpia                 | 1. Jan Musiałkiewicz 2. Kamil Dragun 3. Kacper Drozdowski           | 1. Luiza Tomaszewska 2. Aleksandra Lach 3. Anna Iwanow                  |
| 22 | 2010 | Sękocin Stary           | 1. Kacper Drozdowski 2. Bartosz Nowicki 3. Grzegorz Nasuta          | 1. Monika Rykala 2. Judyta Lachowicz 3. Dagmara Szurek                  |
| 23 | 2011 | Suwałki                 | 1. Radosław Gajek 2. Jakub Koitka 3. Komil Khamidov                 | 1. Kinga Pastuszko 2. Katarzyna Murawko 3. Kamila Jaśkiewicz            |
| 24 | 2012 | Solina                  | 1. Radosław Gajek 2. Piotr Śnihur 3. Dawid Niekraś                  | 1. Mariola Woźniak 2. Agnieszka Dmochowska 3. Ewa Harazińska            |
| 25 | 2013 | Wałbrzych               | 1. Mikołaj Tomczak 2. Igor Janik 3. Kacper Grela                    | 1. Anna Marczuk 2. Agnieszka Dmochowska 3. Julia Antolak                |
| 26 | 2014 | Spała                   | 1. Igor Janik 2. Szymon Walter 3. Witold Klepek                     | 1. Julia Antolak 2. Pola Parol 3. Anita Daliga                          |
| 27 | 2015 | Suwałki                 | 1. Jakub Kosakowski 2. Patryk Chylewski 3. Szymon Gumularz          | 1. Alicja Śliwicka 2. Joanna Święch 3. Zuzanna Kalinowska               |